# Saint-Briac-sur-Mer
Saint-Briac-sur-Mer este o localitate din Franța, în departamentul Ille-et-Vilaine din Bretania.
1. ↑  répertoire géographique des communes, accesat în 26 octombrie 2015
2. ↑  dataset of postal codes in France, 1 octombrie 2018